# Ligue continentale
Pour les articles homonymes, voir Ligue continentale (homonymie).
La Ligue continentale, de son nom complet la Ligue continentale des clubs professionnels de baseball (anglais : Continental League of Professional Baseball Clubs), est un projet avorté de création d'une troisième Ligue majeure de baseball, aux États-Unis et au Canada, à la fin des années 1960. À la différence des défuntes Ligue des joueurs et Ligue fédérale, la Ligue continentale a cherché à exister en collaboration avec le baseball majeur existant et en demandant l'aval de la Ligue majeure de baseball.
La réaction des ligue majeures existantes, soit la Ligue américaine et la Ligue nationale, a été l'annonce d'un projet d'expansion et l'accueil dans chacune d'elles de deux nouveaux clubs. Ce projet a ainsi précipité l'expansion des ligues majeures dans les années 1960. Sur les huit villes candidates à la Ligue continentale, sept d'entre elles ont accueilli dans les années et décennies suivantes une franchise de ligue majeure : Minneapolis-St. Paul en 1961, Houston et New York en 1962, Atlanta en 1966, Dallas/Ft. Worth en 1972, Toronto en 1977 et Denver en 1993.
Elle est la dernière tentative de création d'une troisième ligue majeure de baseball en Amérique du Nord.